# Župnija Studeno

Župnija Studeno je rimskokatoliška teritorialna župnija dekanije Postojna v škofiji Koper.

## Sakralni objekti
|    | slika | cerkev                                  | kraj / naselje |
| -- | ----- | --------------------------------------- | -------------- |
| 1. |       | Cerkev sv. Jakoba župnijska cerkev      | Studeno        |
| 2. |       | Cerkev sv. Lovrenca podružnica          | Studeno        |
| 3. |       | Cerkev Žalostne Matere božje podružnica | Predjama       |
| 4. |       | Cerkev Marije Snežne podružnica         | Strmca         |
| 5. |       | Cerkev sv. Lenarta podružnica           | Gorenje        |
| 6. |       | Cerkev sv. Justa podružnica             | Belsko         |

Na področju župnije stoji še mnogo kapelic, znamenj in križev.